# Katolická mariologie

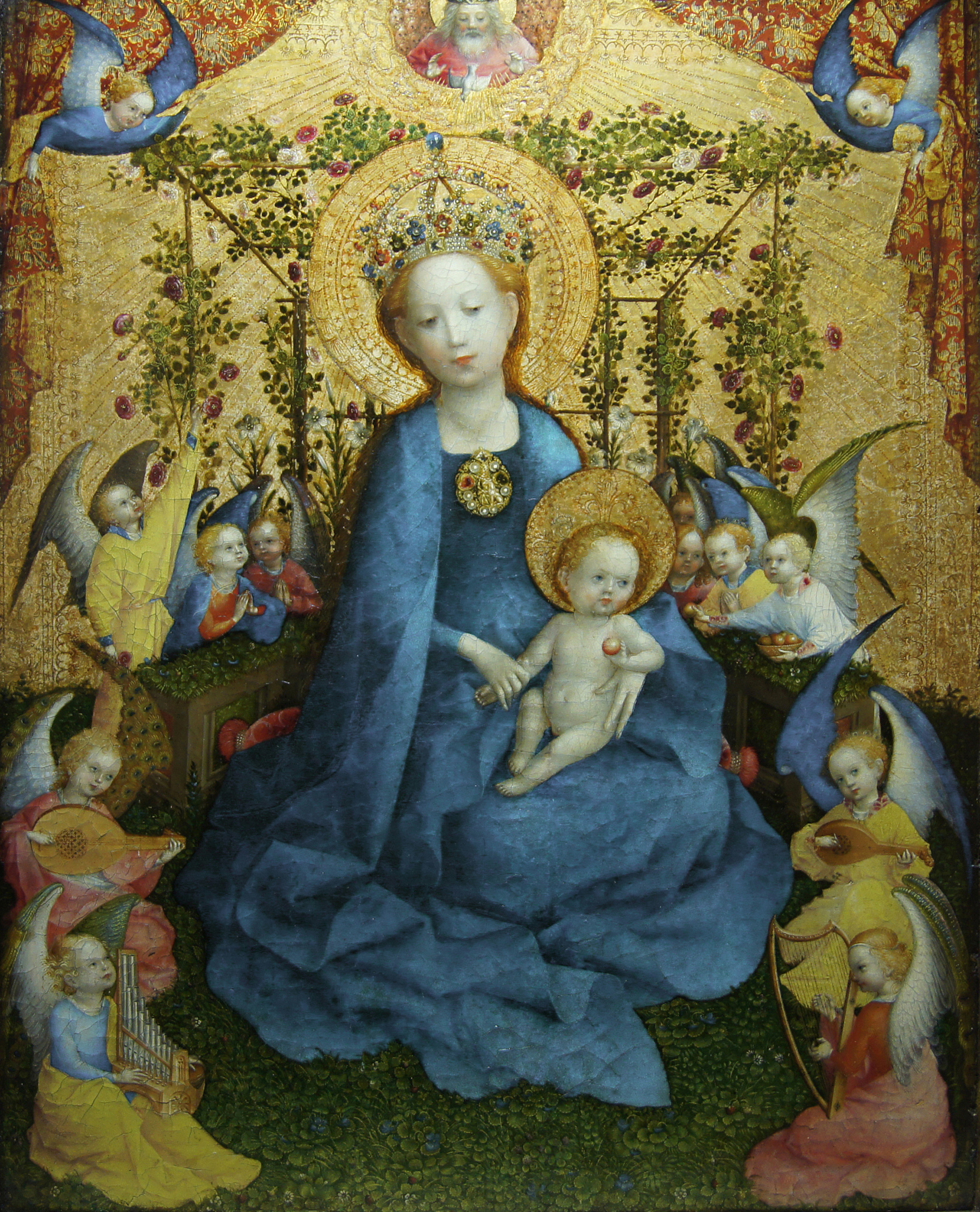
Panna Maria je zobrazena v růžové zahradě s anděly hrajícími hudbu. Růže jsou symbolem Panny Marie.

Katolická mariologie je mariologie (systematické studium osoby Marie, Ježíšovy matky, a jejího místa v ekonomii spásy) v katolické teologii. Podle Neposkvrněného početí, které učí katolická církev, byla počata a narodila se bez hříchu, a proto je Maria vnímána jako osoba s mimořádnou důstojností nad ostatními svatými, které se dostává vyšší úcty než všem andělským duchům a blaženým duším v nebi. Katolická mariologie tak studuje nejen její život, ale také její uctívání v každodenním životě, modlitbě, písních, umění, hudbě a architektuře v moderním i starověkém křesťanství v průběhu věků.
Základem mariologie jsou čtyři mariánská dogmata: Matka Boží, Neposkvrněné početí, věčné panenství a Nanebevzetí. Na základě odkazu na Písmo svaté, teologickou argumentaci a církevní tradici však vznikla řada dalších katolických nauk o Panně Marii. Vývoj mariologie probíhá neustále a od počátků se stále utváří na základě teologických analýz, spisů svatých a papežských výnosů, např. zatímco dvě z dogmat jsou starobylá, další dvě byla definována v 19. a 20. století; papežská učení o Marii se objevují i ve 21. století.
Souběžně s tradičními názory se od konce 19. století, kdy se mariánská úcta stala v katolické církvi výraznější, objevuje řada dalších pohledů, které jsou výzvou katolické mariologii. Jiné křesťanské názory považují katolickou mariologii za nebiblickou a popírající jedinečnost Krista jako vykupitele a prostředníka a moderní psychologické interpretace považují Marii za ekvivalent mytických bohyň od Diany po Kuan-jin. Nicméně většina křesťanů včetně latinské církve v čele s papežem, východní pravoslavné církve, starobylé východní církve a východní církve uctívá Marii jako největší světici a nebere v úvahu protestantské námitky proti mariánské úctě.

## Studium Marie a jejího místa v katolické církvi

### Kontext a součásti
Studium Marie a jejího místa v katolické církvi je prováděno z různých hledisek a v různých souvislostech a Benedikt XVI. ve svém projevu na mariologickém kongresu v roce 2012 uvedl, že toto studium je třeba „chápat a hluboce zkoumat z různých a vzájemně se doplňujících hledisek“. Benedikt XVI. také zdůraznil, že studium Marie nelze provádět izolovaně od ostatních disciplín a že mariologie je neodmyslitelně spjata se studiem Krista a církve a vyjadřuje vnitřní soudržnost těchto disciplín.
Papež Benedikt XVI. uvedl, že mariánská studia mají tři samostatné charakteristiky: za prvé personalizaci církve, aby nebyla vnímána jen jako struktura, ale jako osoba, za druhé inkarnační aspekt a vztah k Bohu a za třetí mariánskou zbožnost, která zahrnuje srdce a citovou složku.
Mariino postavení v církvi lze srovnat s aspektem petrovského úřadu ve dvojím smyslu. Tento pohled na dualitu rolí Marie a Petra zdůrazňuje subjektivní svatost srdce a svatost struktury církve. V této dualitě petrovský úřad logicky zkoumá charismata z hlediska jejich teologické správnosti, zatímco mariánský duál poskytuje rovnováhu v duchovním a emocionálním smyslu prostřednictvím služby lásky, kterou úřad nikdy nemůže obsáhnout. Mariologie a nauka o úřadu tedy nejsou „vedlejšími kapličkami“ katolického učení, ale jeho ústředními a integrujícími prvky. Jak se odvolává encyklika o mystickém těle Kristově Pia XII. z roku 1943, její fiat dal souhlas k duchovnímu sňatku mezi Božím Synem a lidskou přirozeností, a tím dal lidstvu prostředky ke spáse. Mariina práva (svatební hostina v Káně) a Mariina láska (fiat) jsou pro spásu zásadní.

### Maximalismus a minimalismus
Mariologie je obor, v němž se hluboce prožívaná zbožná víra věřících a hagiografie mohou dostat do konfliktu s teologickým a kritickým historickým přehledem víry a praxe. Tento konflikt rozpoznal již v roce 1300 Vilém z Ware, který popsal tendenci některých věřících přisuzovat Marii téměř vše. Bonaventura varoval před mariánským maximalismem: „Je třeba si dávat pozor, abychom nesnižovali čest našeho Pána, Ježíše Krista.“ Jak minimalisté, tak maximalisté vždy viděli v Marii znamení katolické církve a považovali ji za vzor pro všechny katolíky.
Ve 20. století papež Pius XII., „nejmariánštější papež v dějinách církve“, varoval jak před přehnaným zveličováním, tak před nesmělým minimalismem v prezentaci Marie. V roce 1964 byla sepsána dogmatická konstituce Lumen gentium II. vatikánského koncilu, která se výslovně vyhýbala jak mariánskému maximalismu, tak minimalismu. Také papež Jan Pavel II. se ve své mariologii pečlivě vyhýbal jak maximalismu, tak minimalismu a vyhýbal se zaujímání osobních postojů k otázkám, které byly předmětem teologické diskuse.

## Mariologie a christologie

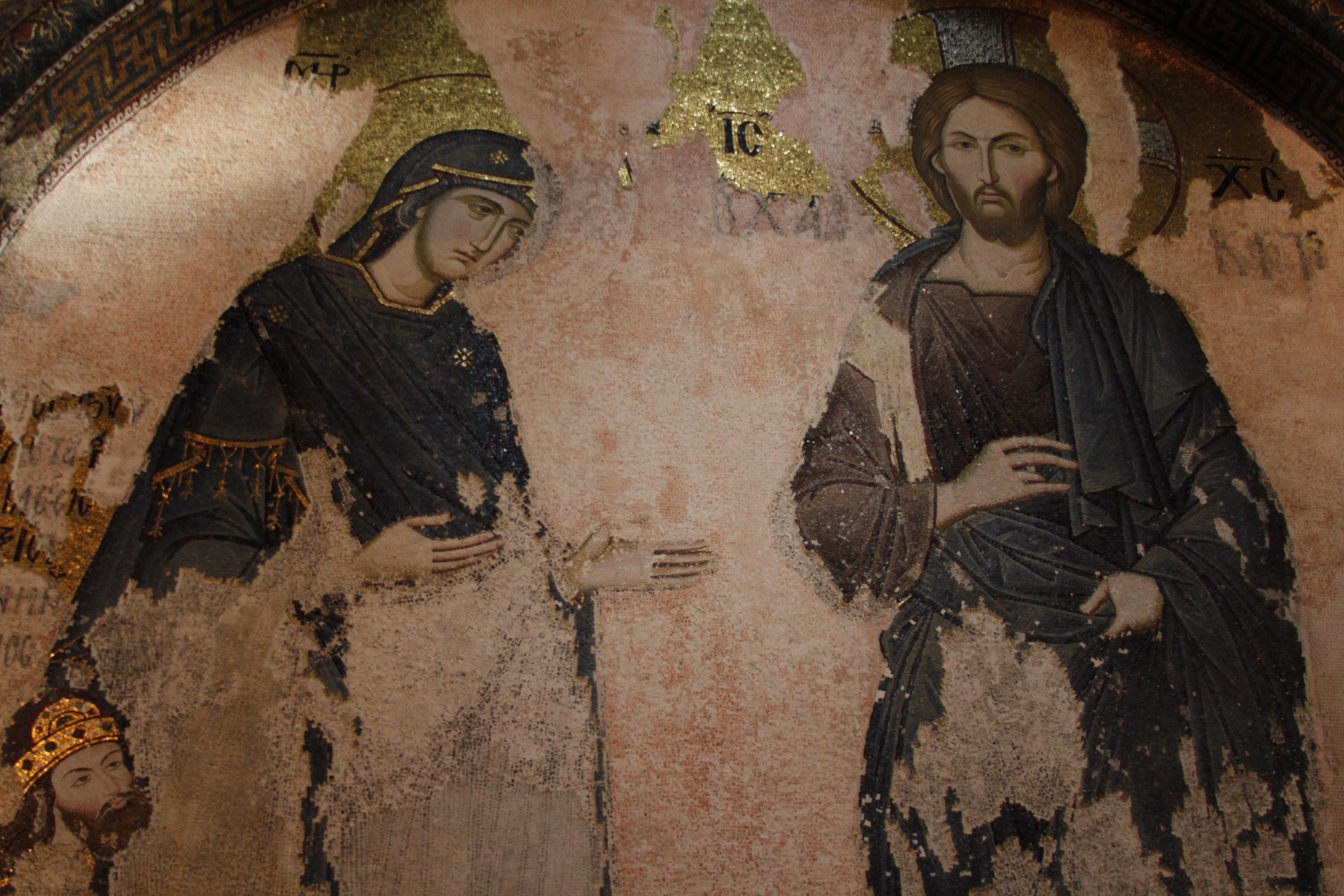
Kristus a Marie, mozaika, kostel v Chóře, 12.–14. století. „Ke Kristu skrze Marii“, vyučoval Ludvík z Montfortu.

Mariologie (nauka o Marii) souvisí s christologií (naukou o Kristu) a v katolických teologických a papežských spisech je vnímána jako provázaná s Kristovým tajemstvím. Papež Jan Pavel II. v encyklice Redemptoris Mater hovořil o „přesném místě Marie“ v plánu spásy a uvedl: „Maria je v plánu spásy: ,V návaznosti na II. vatikánský koncil chci zdůraznit zvláštní přítomnost Matky Boží v tajemství Krista a jeho církve. To je totiž základní rozměr vyplývající z mariologie konciluʻ“.
Katoličtí teologové také zkoumali nezbytné spojení mariologie s christologií. Papež Benedikt XVI. charakterizoval tento vztah tvrzením, že „christologie a mariologie jsou od samého počátku neoddělitelně spjaty“. Podle něj mariologie podtrhuje spojení tajemství christologie a ekleziologie a odráží jejich vnitřní provázanost. Katolická teologie se zabývá také otázkou, zda je mariologie a ekleziologie v souladu s mariologií.
Raní křesťané a četní světci se na tuto souvislost zaměřovali a papežové zdůrazňovali vnitřní souvislost mezi mariánským učením a plnějším chápáním christologických témat. Vzhledem ke katolické perspektivě, že církev žije ve vztahu ke Kristu, protože je Kristovým Tělem, má také vztah k jeho matce, jejíž studium je předmětem katolické mariologie. Papež Pius X. ve spise Ad diem illum prohlásil: „Církev žije ve vztahu ke Kristu: ,neexistuje přímější cesta ke sjednocení celého lidstva v Kristu než cesta přes Mariiʻ“.
V katolické teologii je studium Marie, ačkoli přispívá ke studiu Krista, také samostatnou disciplínou, přičemž pochopení postavy Marie přispívá k plnějšímu pochopení toho, kdo je Kristus a co vykonal. Kongregace pro katolickou výchovu charakterizovala situaci takto: „V katolické teologii je Maria jedním z hlavních témat, které se v katolické teologii objevují: ,Dějiny teologie ukazují, že porozumění tajemství Panny Marie přispívá k hlubšímu pochopení tajemství Krista, Církve a povolání člověka.ʻ“ S odkazem na to kardinál Raymond Burke prohlásil, že podpora plnějšího poznání Panny Marie je „stálým dílem církve“.

## Historie a vývoj
Hlavní článek: Dějiny katolické mariologie

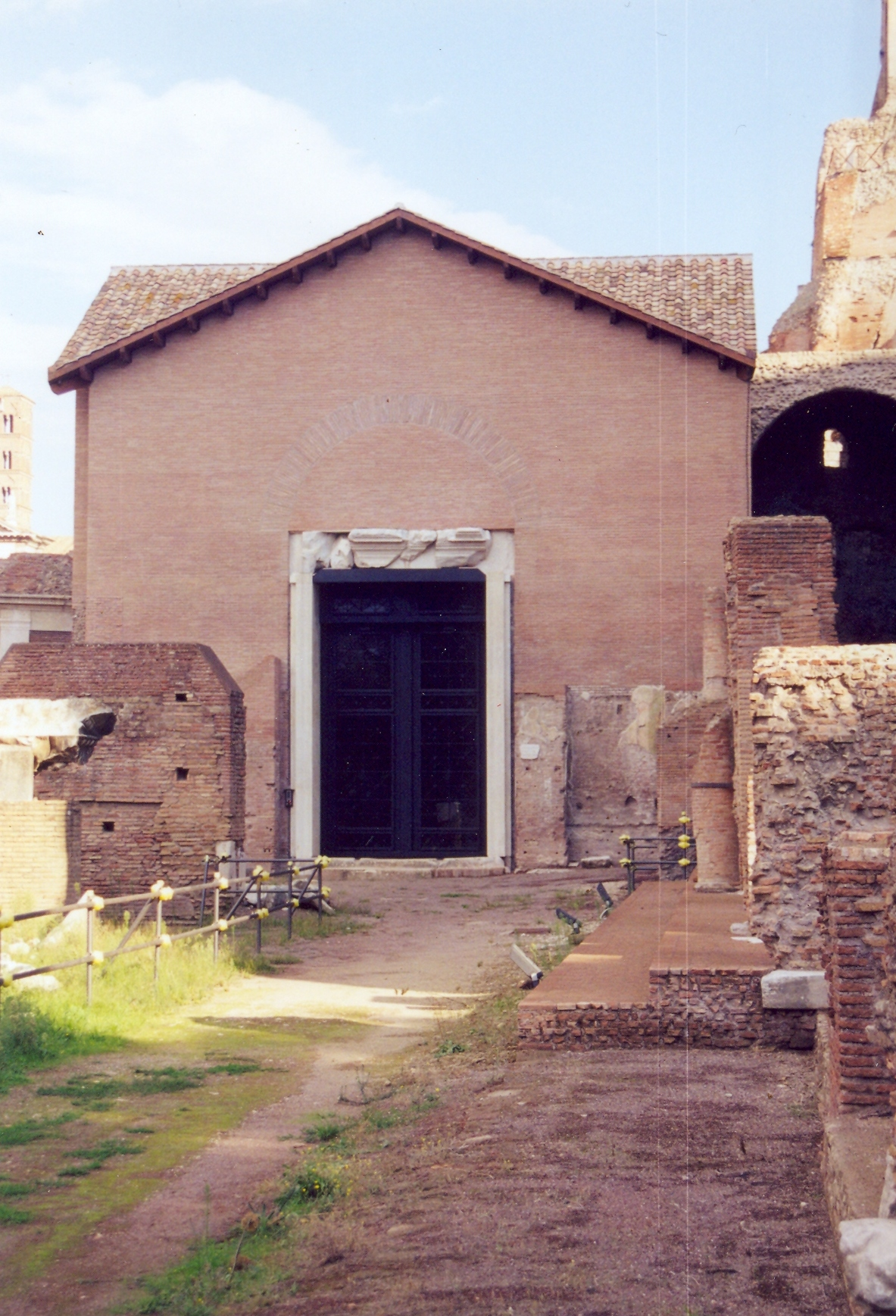
Santa Maria Antiqua, Forum Romanum, 5. století, sídlo papeže Jana VII.

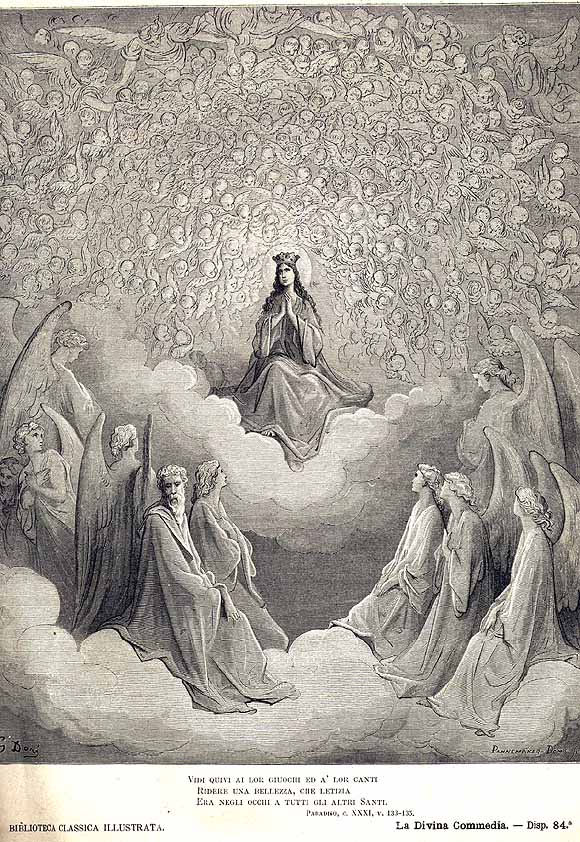
Panna Maria jako královna nebes v Dantově Božské komedii. Ilustrace Gustave Dorého.

Raní křesťané zpočátku zaměřovali svou zbožnost spíše na mučedníky, ale poté v Marii spatřovali most mezi starým a novým. Nejstarší zaznamenaná modlitba k Marii, Sub tuum praesidium, je datována kolem roku 250.
V Egyptě se Marie začala uctívat již ve 3. století a termín Theotokos používal církevní otec Origenes.
V období renesance došlo k dramatickému rozvoji mariánského umění. V tomto období vznikla mistrovská díla Botticelliho, Leonarda da Vinciho a Rafaela. V 16. století potvrdil Tridentský koncil katolickou tradici obrazů a uměleckých děl v kostelech, což vedlo k velkému rozvoji mariánského umění a mariologie v období baroka. Během reformace katolická církev hájila svou mariologii proti protestantským názorům. Když jí bylo připsáno vítězství v bitvě u Lepanta (1571), „znamenalo to počátek silného oživení mariánské úcty“. Barokní literatura o Marii zažila nepředvídaný rozmach. Jen během 17. století bylo vydáno více než 500 stran mariologických spisů.
Papežové podporovali úctu k Panně Marii podporou mariánských pobožností, svátků, modliteb, iniciativ, přijetím a podporou mariánských kongregací a formálním uznáním mariánských zjevení, například v Lurdech a Fátimě. Papežové Alexandr VII. a Klement X. vyhlásili úctu k Nejsvětějšímu Srdci Ježíšovu a Neposkvrněnému Srdci Panny Marie, což je koncept, který ve 20. století převzal papež Jan Pavel II. jako Spojených Srdcí Ježíšova a Mariina.
Dvě mariánská dogmata o Neposkvrněném početí a Nanebevzetí Panny Marie byla ustanovena papeži v 19. a 20. století. Dogma o Nanebevzetí vyhlásil papež Pius XII. a Druhý vatikánský koncil prohlásil Marii za Matku církve. Papež Jan Pavel II. ve svém apoštolském listě Rosarium Virginis Mariae z roku 2002 zdůraznil přístup Ludvíka z Montfortu, který vnímal studium Marie jako cestu k lepšímu pochopení Kristova tajemství. To je v souladu s důrazem biskupů na II. vatikánském koncilu, kteří neměli samostatný dekret o Marii, ale její místo v dějinách spásy popsali v konstituci o církvi Lumen gentium.

## Dogmatické učení
Mariánská katolická dogmata představují církevní učení o Marii a jejím vztahu k Ježíši Kristu, které církev považuje za neomylné a které odráží roli Marie v ekonomii spásy.
Doktríny De Fide Definita nebo De Fide Credenda mají nejvyšší stupeň dogmatické jistoty. Tato učení mají několik podob, a to Písmo svaté a apoštolská tradice a učení, která byla výslovně definována jako zjevená mimořádnou definicí papeže nebo ekumenického koncilu (mimořádné všeobecné magisterium), nebo ta učení, o nichž neomylně učí, že jsou zjevena řádným všeobecným magisteriem. Stejně jako v případě Neposkvrněného početí nebo Nanebevzetí Panny Marie se jedná o učení, která církev zastávala před datem oficiální definice, ale byla otevřena diskusi. Od data definice musí být přijímány všemi členy katolické církve jako obsažené výslovně v depozitu víry a samy o sobě jsou vlastní nadpřirozené víře (de fide credenda).
Mezi velkým množstvím dalších dogmat a nauk o Panně Marii existují čtyři mariánská dogmata, která jsou výslovně definována magisteriem – například Zvěstování Panny Marie je dogma, protože je v Písmu svatém, ale nebylo oficiálně definováno magisteriem. Mezi tato čtyři mariánská dogmata patří:
| Název                   | Magisteriem definováno | Podstata dogmatu |
| ----------------------- | ---------------------- | --- |
| Bohorodička             | Efezský koncil (431)   | Matka Boží, ne že by přirozenost Slova nebo jeho božství dostalo počátek své existence od svaté Panny, ale že, protože se z ní zrodilo svaté tělo oživené rozumovou duší, kterou k sobě Boží Slovo připojilo podle hypostase, říká se, že se Slovo zrodilo podle těla. |
| Nanebevzetí Panny Marie | Papež Pius XII. (1950) | Když Maria dokončila svůj pozemský život, byla s tělem i duší přijata do nebeské slávy. |
| Neposkvrněné početí     | Papež Pius IX. (1854)  | Maria byla při svém početí uchována neposkvrněná od prvotního hříchu. |
| Věčné panenství         | Milánská synoda (389)  | „Věčné panenství Marie“ znamená, že Maria byla pannou před porodem, během něj i po něm. |

### Matka Boží
Viz též: Bohorodička a Efezský koncil

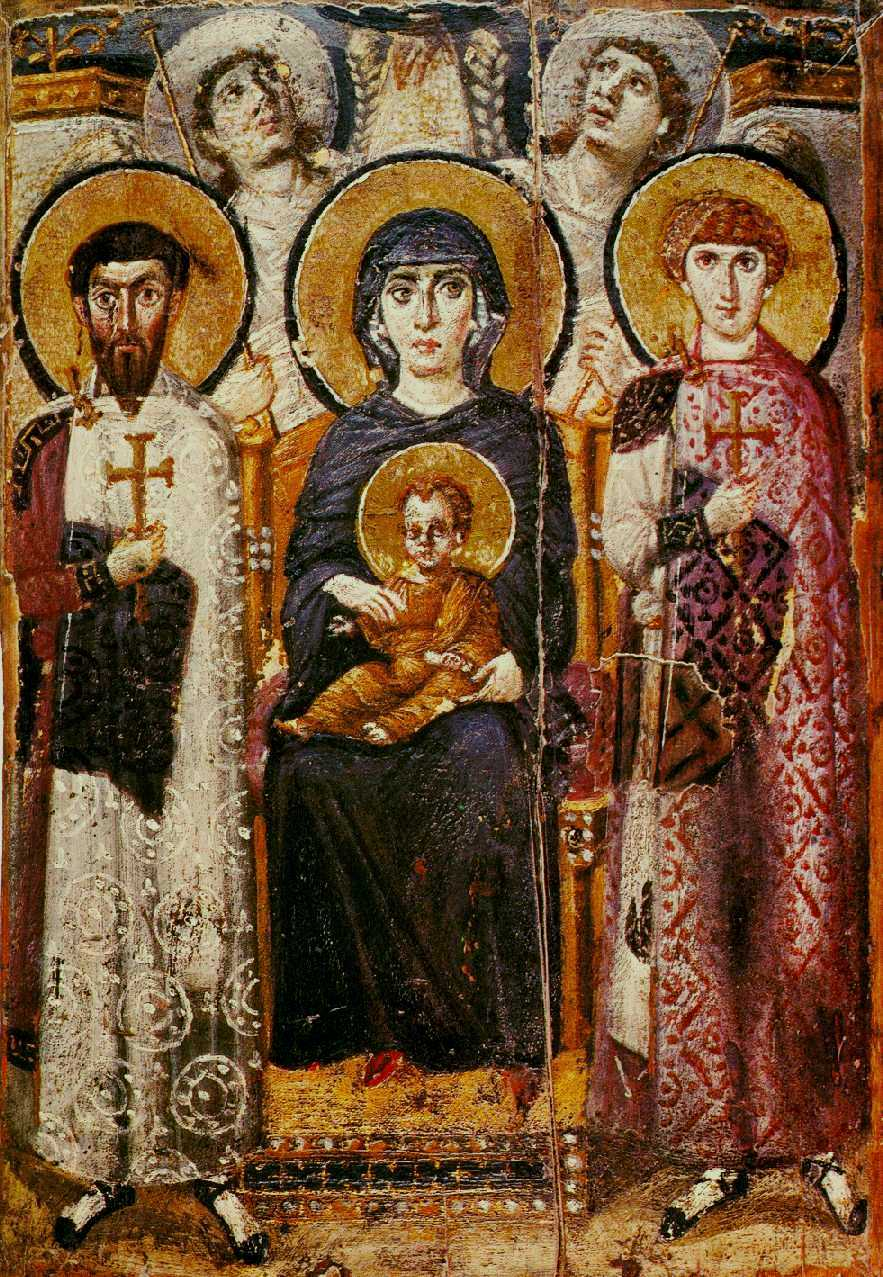
Panna s dítětem s anděly a svatými Jiřím a Teodorem z kláštera sv. Kateřiny, kolem r. 600

Mariino mateřství (latinsky Deipara) je dogmatem katolické církve. Výraz „Matka Boží“ se objevuje v nejstarší známé modlitbě k Marii, Sub tuum praesidium, která pochází z doby kolem roku 250 n. l.: „Pod ochranu tvou se utíkáme, svatá Boží rodičko“. Jedná se o první specificky mariánské učení, které církev oficiálně definovala a které bylo formálně potvrzeno na třetím ekumenickém koncilu v Efezu v roce 431. Tím byla vyvrácena námitka konstantinopolského patriarchy Nestoria.
Biblický základ pro dogma se nachází v Janovi – J 1, 14 (Kral, ČEP), kde se píše: „A Slovo se stalo tělem a přebývalo mezi námi“, a v listu Galaťanům – Gal 4, 4 (Kral, ČEP), kde se píše: „Bůh poslal svého Syna, narozeného z ženy, narozeného pod zákonem.“ Lukáš – Lk 1, 35 (Kral, ČEP) dále potvrzuje božské mateřství, když říká: „Bůh poslal svého Syna, narozeného ze ženy, narozeného pod zákonem: Duch svatý sestoupí na tebe. ... Proto dítě, které se má narodit, bude nazváno svatým, Synem Božím“.
Dogmatická konstituce Lumen gentium Druhého vatikánského koncilu potvrdila Marii jako Matku Boží. „Panna Maria, která na andělovo poselství přijala Boží slovo do svého srdce a do svého těla a dala světu život, je uznávána a ctěna jako skutečná Matka Boží a Matka Vykupitele.“
Toto dogma je neodmyslitelně spjato s christologickým dogmatem hypostatické unie, které spojuje božskou a lidskou přirozenost Ježíše Krista. Katechismus katolické církve učí, že „Maria je skutečně ,Matkou Božíʻ, protože je matkou věčného Božího Syna, který se stal člověkem a který je sám Bohem.“ Podle katolického učení, zakotveného v J 1, 1–14 (Kral, ČEP), Maria nestvořila božskou osobu Ježíše, který existoval s Otcem od věčnosti.

### Nanebevzetí Panny Marie
Hlavní články: Nanebevzetí Panny Marie a Munificentissimus Deus

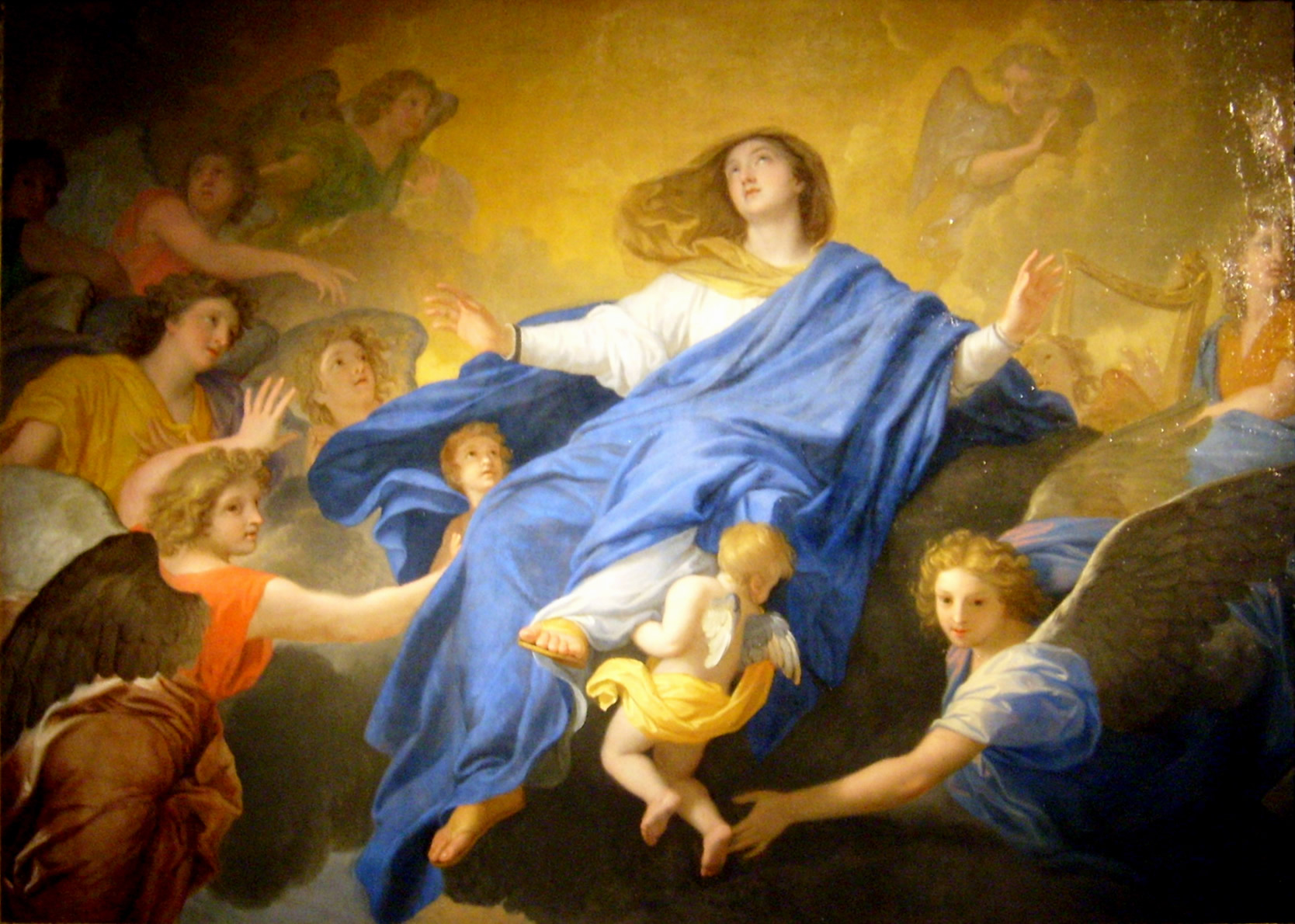
Nanebevzetí Panny Marie od Charlese Le Bruna, 1835

Toto dogma tvrdí, že Maria byla vzata do nebe s tělem i duší. Katechismus (č. 966) uvádí:
Neposkvrněná Panna, uchovaná bez poskvrny prvotního hříchu, byla po skončení svého pozemského života vzata s tělem i duší do nebeské slávy a Pán ji povýšil na Královnu všech.
Papež Pius XII. pojednal o Nanebevzetí Panny Marie v Deiparae Virginis Mariae (1946) a prohlásil ho za dogma v Munificentissimus Deus (1950).
Ačkoli bylo Nanebevzetí Panny Marie definováno jako dogma teprve ve 20. století, zprávy o tělesném nanebevzetí Marie kolovaly přinejmenším od 5. století a v 8. století se k němu hlásili Ondřej z Kréty a Jan z Damašku. Zjevení Janovo – Zj 12, 1 (Kral, ČEP) je vykládáno jako odkaz na něj, přičemž její korunovace znamená její předchozí tělesné nanebevzetí.
Než papež Pius XII. v encyklice Deiparae Virginis Mariae (1946) v roce 1950 prohlásil Nanebevzetí za dogma v Munificentissimus Deus, získal názor katolických biskupů a na základě jejich převážné podpory (1210 z 1232 biskupů) přistoupil k dogmatické definici. Konsenzus magisteriálního učení a liturgie potvrzuje, že Maria před svým nanebevzetím trpěla smrtí, ale ne vždy je to přijímáno jako ustálená doktrína. Nejjasnější je, že její tělo nezůstalo na zemi, aby se neporušilo.
V odpovědi papeži Piovi XII. po vydání knihy Deiparae Virginis Mariae se řada katolických biskupů odvolávala na knihu Genesis – Gn , 3 (Kral, ČEP) jako na biblický základ. V Munificentissimus Deus (č. 39) se Pius XII. odvolával na „boj s pekelným nepřítelem“ jako v Genesis 3,15 a na „úplné vítězství nad hříchem a smrtí“ jako v Pavlových listech jako na biblický základ dogmatické definice, přičemž se zdá, že vzetí Marie do nebe také potvrzuje 1Kor 15, 54 (Kral, ČEP): „Tehdy se naplní rčení, které je psáno: Smrt je pohlcena vítězstvím“.

### Neposkvrněné početí Panny Marie
Hlavní článek: Neposkvrněné početí Panny Marie

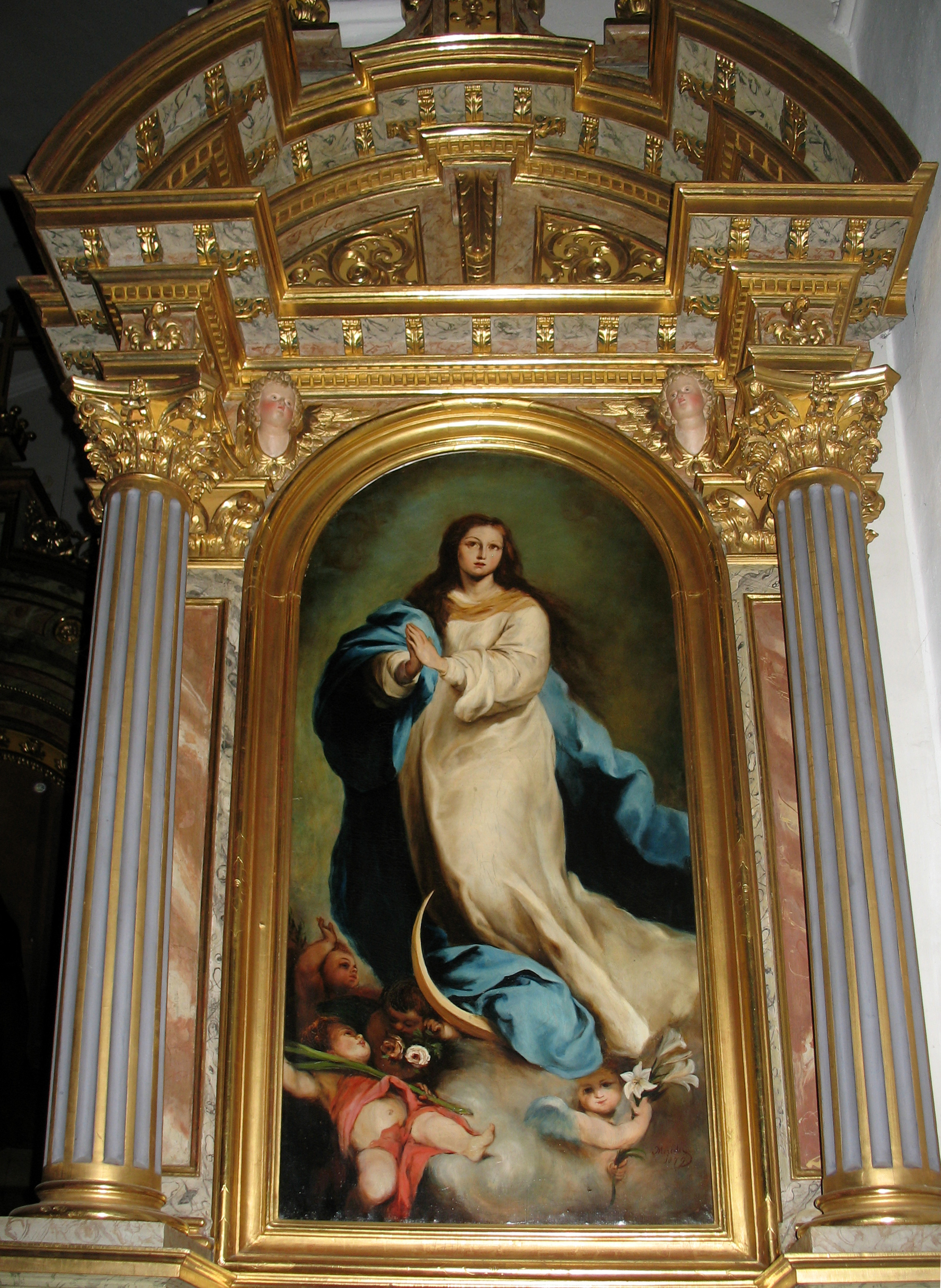
Oltář Immaculaty od Josepha Lusenberga, 1876. Kostel sv. Antonína, Ortisei, Itálie.

Toto dogma tvrdí, že Maria byla počata bez prvotního hříchu. To znamená, že od prvního okamžiku své existence byla Bohem uchráněna nedostatku posvěcující milosti a že byla naopak naplněna Boží milostí.
Dogma o neposkvrněném početí se liší od dogmatu o věčném panenství Marie nebo o panenském narození Ježíše a nesmí být zaměňováno s tímto dogmatem, neboť toto dogma se týká početí Marie její matkou, svatou Annou, a nikoli početí Ježíše.
Slavnost Neposkvrněného početí Panny Marie, která se slaví 8. prosince, ustanovil v roce 1476 papež Sixtus IV., ale dogmatickou definici přinesl až papež Pius IX. ve své konstituci Ineffabilis Deus z 8. prosince 1854.
Dogma říká, že Maria měla posvěcující milost od prvního okamžiku své existence a zvláštním a jedinečným Božím darem byla od počátku lidských dějin prosta nedostatku milosti způsobeného prvotním hříchem. Ve Fulgens corona (č. 10) papež Pius XII. potvrdil toto pojetí prohlášením: „Kdo se odváží pochybovat o tom, že ona, která byla čistší než andělé a vždy čistá, nebyla v žádném okamžiku, ani na nejkratší okamžik, prosta každé poskvrny hříchu?“.
Ineffabilis Deus (stejně jako Munificentissimus Deus papeže Pia XII. o Nanebevzetí Panny Marie) také učí o předurčení Marie, že byla uchráněna hříchu díky roli, která jí byla vyhrazena v ekonomii spásy. Na toto předurčení Mariiny role ve spáse se odvolává Lumen gentium (č. 61), kde se uvádí, že byla „od věčnosti předurčena oním výnosem Boží prozřetelnosti, který určil vtělení Slova, aby se stala Matkou Boží.“ Definice v Ineffabilis Deus potvrzuje jedinečnost Neposkvrněného početí jako daru Boha Marii, aby Ježíš mohl přijmout své tělo od osoby neposkvrněné hříchem.

### Věčné panenství Panny Marie
Hlavní články: Věčné panenství Panny Marie a Panenské početí Ježíše Krista

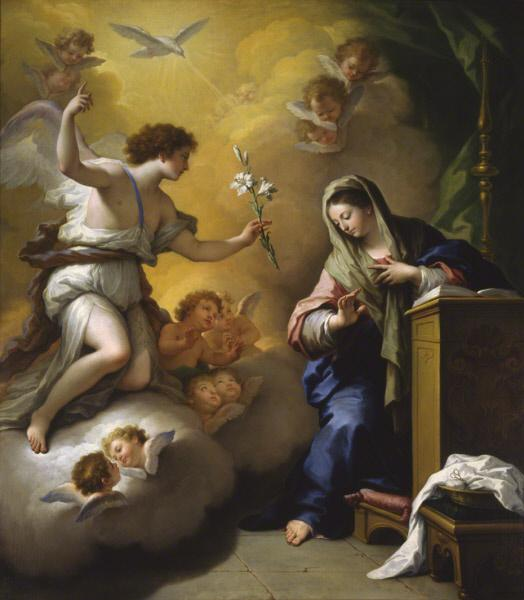
Zvěstování, Paolo de Matteis, 1712

Toto dogma tvrdí, že Maria byla pannou před porodem, během něj i po něm (de fide). Toto nejstarší mariánské učení (zastávané také luterány, pravoslavnými a starobylými východními církvemi a mnoha dalšími křesťany) potvrzuje Mariino „skutečné a věčné panenství i při porodu Syna Božího, který se stal člověkem.“ Věřící tedy na základě učení tohoto dogmatu věří, že Maria byla po celý svůj život věčně pannou (řecky ἀειπάρθενος), čímž se Ježíš stal jejím jediným biologickým synem, jehož početí a narození je považováno za zázračné.
Učení o věčném panenství se liší od dogmatu o Neposkvrněném početí Panny Marie, které se týká početí samotné Panny Marie bez poskvrny (latinsky macula) prvotního hříchu.

#### Panenství před porodem
To znamená, že Maria počala z Ducha svatého bez účasti člověka (de fide). Řecký termín Aeiparthenos (tj. „vždy Panna“) je doložen od počátku 4. století, Katechismus katolické církve (č. 499) obsahuje termín Aeiparthenos a s odkazem na dogmatickou konstituci Lumen gentium (č. 57) uvádí: „Aeiparthenos je Panna: Kristovo narození nezmenšilo panenskou neporušenost jeho matky, ale posvětilo ji.“

#### Panenství při porodu
To znamená, že Maria porodila, aniž by ztratila tělesné panenství (de fide), a její tělesná integrita nebyla porodem dotčena. Katolická církev neučí, jak k tomu došlo po fyzické stránce, ale trvá na tom, že panenství při porodu je odlišné od panenství při početí.

#### Panenství po porodu
To znamená, že Maria zůstala po porodu pannou (de fide). Toto přesvědčení církve bylo v jejích počátcích zpochybňováno. Písmo svaté o tom říká jen málo, zmiňuje Ježíšovy bratry, ale nikdy ne „syny Marie“, což patristickým autorům naznačuje širší rodinný vztah.

## Další mariánská učení
Kromě čtyř výše uvedených mariánských dogmat zastává katolická církev řadu dalších nauk o Panně Marii, které byly vytvořeny na základě odkazů na Písmo svaté, teologických úvah a církevní tradice, přičemž jí přiznává i následující tituly.

### Královna nebeská
Hlavní články: Ad caeli reginam a Panna Maria Královna

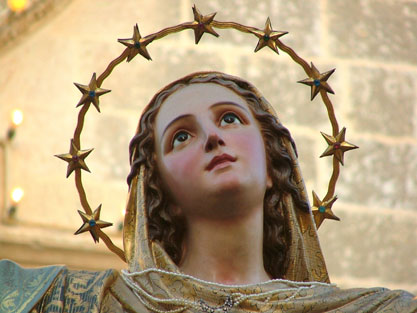
Detail sochy Nanebevzetí Panny Marie v Attardu na Maltě

Učení o tom, že Panna Maria byla korunována Královnou nebes, sahá až k některým raným patristickým církevním spisovatelům, jako je Řehoř Naziánský „Matka Krále všehomíra“ a „Matka Panna, která porodila Krále celého světa“, Prudentiova Matka se podivuje, „že porodila Boha jako člověka, a dokonce jako nejvyššího krále“, a Efrémovo: „Nechť mě nebe podrží ve svém objetí, protože jsem nad ním poctěna. Neboť nebe nebylo Tvou matkou, ale Ty jsi ho učinil svým trůnem. Oč čestnější a úctyhodnější než královský trůn je její matka.“ Katolická církev často vidí Marii jako královnu v nebi, která nese korunu z dvanácti hvězd podle knihy Zjevení.
Mnoho papežů vzdalo v tomto ohledu Marii hold, např. Marie je Královna nebe a země (Pius IX.), Královna a vládkyně veškerenstva (Lev XIII.) a Královna světa (Pius XII.) Teologický a logický základ těchto titulů spočívá v dogmatu o Marii jako Matce Boží. Jako matka Boží se podílí na jeho plánu spásy. Katolická víra učí, že Maria, panenská Matka Boží, vládne s mateřskou péčí celému světu, stejně jako je v nebeské blaženosti korunována slávou Královny, jak napsal Pius XII:
Jistě, v plném a přísném významu tohoto pojmu je králem pouze Ježíš Kristus, Bohočlověk, ale i Maria jako Matka božského Krista, jako jeho spolupracovnice při vykoupení, v jeho boji s nepřáteli a v jeho konečném vítězství nad nimi, má podíl na jeho královské důstojnosti, i když v omezené míře a obdobným způsobem. Ze svého spojení s Kristem totiž dosahuje zářivé vznešenosti, která převyšuje vznešenost jakéhokoli jiného tvora; ze spojení s Kristem získává královské právo disponovat poklady božského království Vykupitele; z jejího spojení s Kristem konečně vyplývá nevyčerpatelná účinnost její mateřské přímluvy u Syna a jeho Otce.

### Maria jako Matka církve
Hlavní článek: Matka církve

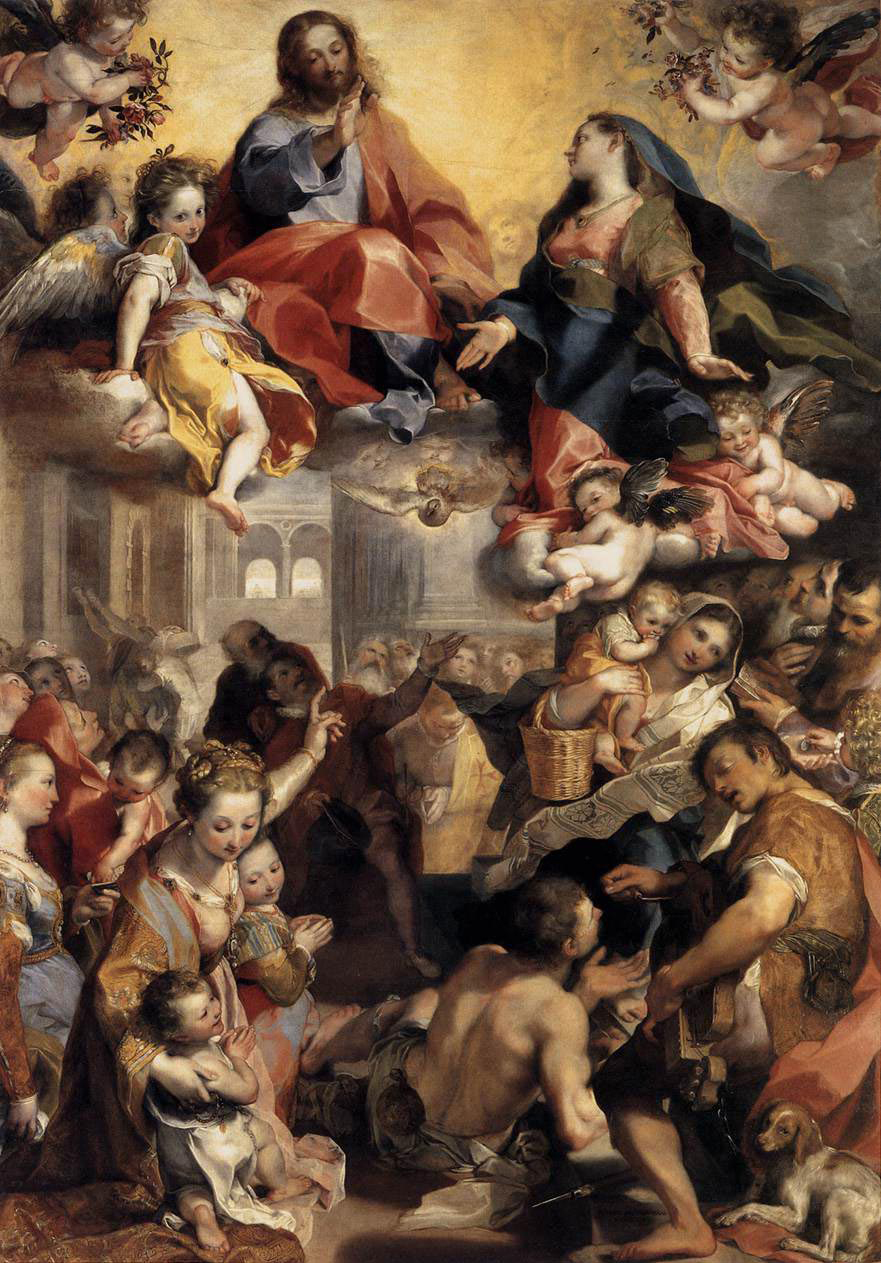
Federico Barocci, Madonna del Popolo (Madona lidu) 1579

Titul Matka církve (latinsky Mater Ecclesiae) byl Panně Marii oficiálně udělen během Druhého vatikánského koncilu papežem Pavlem VI. Tento titul pochází od Ambrože Milánského ze 4. století, ale toto použití nebylo známo až do jeho znovuobjevení Hugo Rahnerem v roce 1944. Rahnerova mariologie v návaznosti na Ambrože viděla Marii v její roli v církvi, přičemž jeho výklad vycházel výhradně z Ambrože a prvních Otců.
Katechismus katolické církve uvádí, že Panna Maria je matkou církve a všech jejích členů, tedy všech křesťanů:
Panna Maria ... je uznávána a uctívána jako skutečná Matka Boží a Vykupitele. ... neboť se svou láskou podílela na zrození věřících v Církvi, kteří jsou údy její hlavy. ... Maria, Matka Kristova, Matka církve.
Krédo Božího lidu papeže Pavla VI. uvádí:
Matka církve pokračuje v nebi ve své mateřské roli vůči Kristovým údům a spolupracuje na zrození a rozvoji božského života v duších vykoupených.
V Redemptoris Mater se papež Jan Pavel II. odvolával na „Krédo Božího lidu“ Pavla VI. jako na potvrzení tvrzení, že Maria je „matkou celého křesťanského lidu, věřících i pastýřů“, a napsal, že Krédo „tuto pravdu opakuje ještě důraznějším způsobem“:
Benedikt XVI. se také odvolával na Krédo Pavla VI. a prohlásil, že shrnuje všechny biblické texty, které se týkají této záležitosti.
Ve své homilii na Nový rok 2015 papež František řekl, že Ježíš a jeho matka Maria jsou „nerozluční“, stejně jako Ježíš a církev. Maria je „Matkou církve a skrze církev matkou všech mužů a žen a každého národa“.

### Mediatrix
Hlavní článek: Mediatrix

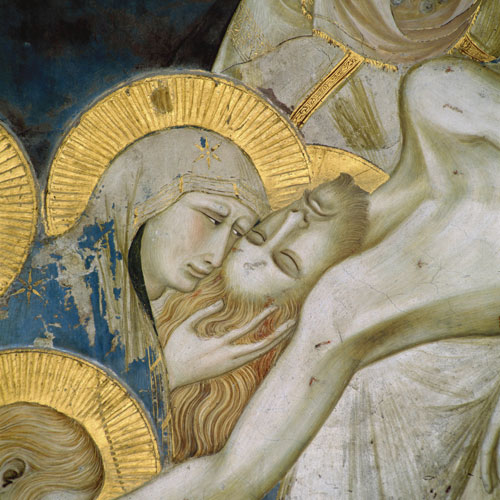
Pietro Lorenzetti, 1310

Podle katolického učení je Ježíš Kristus jediným prostředníkem mezi Bohem a člověkem, on jediný svou smrtí na kříži smířil stvořitele a stvoření. To však nevylučuje sekundární zprostředkovatelskou roli Marie, přípravnou, podpůrnou; podle názoru několika významných, ale ne všech katolíků. Učení, že Maria se přimlouvá za všechny věřící a zvláště za ty, kteří ji o přímluvu žádají modlitbou, se v církvi udržuje od raných dob; například Efrém Syrský: „po prostředníku prostřednice pro celý svět“. O prostřednictví lze hovořit u všech nebeských světců, ale Maria je považována za osobu s největší prostřednickou mocí. Nejstarší dochovanou modlitbou k Marii je řecky psaná modlitba Sub tuum praesidium.
Maria je stále více vnímána jako hlavní rozdělovatelka Božích milostí a Přímluvkyně Božího lidu a jako taková je zmiňována v několika oficiálních církevních dokumentech. Papež Pius IX. použil tento titul ve spise Ineffabilis Deus. V první z takzvaných „růžencových encyklik“ Supremi apostolatus officio (1883) nazývá papež Lev XIII. Pannu Marii „strážkyní našeho pokoje a rozdavatelkou nebeských milostí“. V následujícím roce 1884 se v jeho encyklice Superiore anno hovoří o modlitbách předkládaných Bohu „skrze tu, kterou si vyvolil za rozdavatelku všech nebeských milostí“. Papež Pius X. použil tento titul v encyklice Ad diem illum v roce 1904, papež Benedikt XV. jej zavedl do mariánské liturgie, když v roce 1921 vytvořil mariánský svátek Marie, Prostřednice všech milostí, Papež Pius XII. ve své encyklice Ad caeli reginam z roku 1954 nazývá Marii Prostřednicí míru.
Laické hnutí s názvem Vox Populi Mariae Mediatrici prosazuje učení o Marii jako Spoluvykupitelce (Co-Redemptrix), Prostřednici a Přímluvkyni. Irenej, církevní otec (zemřel roku 200), označil Marii za „causa salutis“ [příčinu naší spásy] vzhledem k jejímu „fiat“. O tomto způsobu vyjádření se uvažuje již od 15. století, ale „papež František zřejmě rázně odmítl návrhy některých teologických kruhů přidat na seznam titulů Panny Marie ,spoluvykupitelkaʻ, řekl, že Ježíšova matka si nikdy nevzala nic, co patřilo jejímu synovi, a označil vymýšlení nových titulů a dogmat za ,hloupostʻ“.
Dekret Lumen gentium II. vatikánského koncilu varuje před používáním titulu „Mediatrix“ a říká, že: „To je však třeba chápat tak, že to nic neubírá ani nepřidává důstojnosti a účinnosti Krista, jediného Prostředníka“. Mariologický kongres, který se konal v srpnu 1996 v polské Čenstochové, rozhodl, že není vhodné používat tento titul Marie, protože, jak bylo zdůrazněno na II. vatikánském koncilu, má své hranice a může být špatně pochopen.

## Encykliky
Hlavní článek: Mariologie papežů
Papežové se významně podíleli na utváření teologických i zbožných aspektů katolického pohledu na Pannu Marii. Z teologického hlediska papežové zdůraznili vnitřní spojení mezi Pannou Marií a Ježíšem Kristem v encyklikách Mystici corporis a Redemptoris Mater.
- papež Pius X.
  - Ad diem illum[116]
- papež Pius XII.
  - Fulgens corona[117]
  - Ad caeli reginam[118]

## Mariánské pobožnosti z posvátné tradice
Hlavní článek: Mariánská úcta
Viz též: Růženec, Zasvěcení Panně Marii a Škapulíř

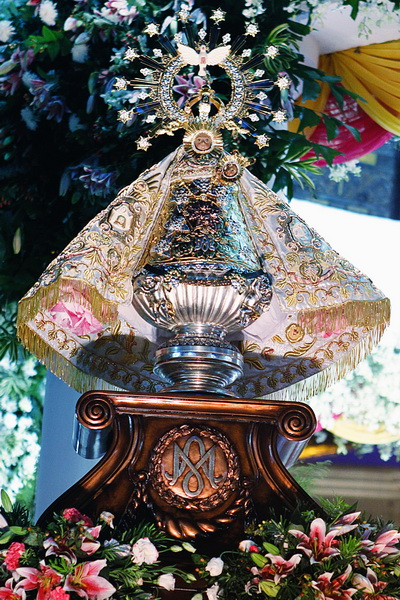
Panna Maria z Peñafrancie v Naga City, Filipíny

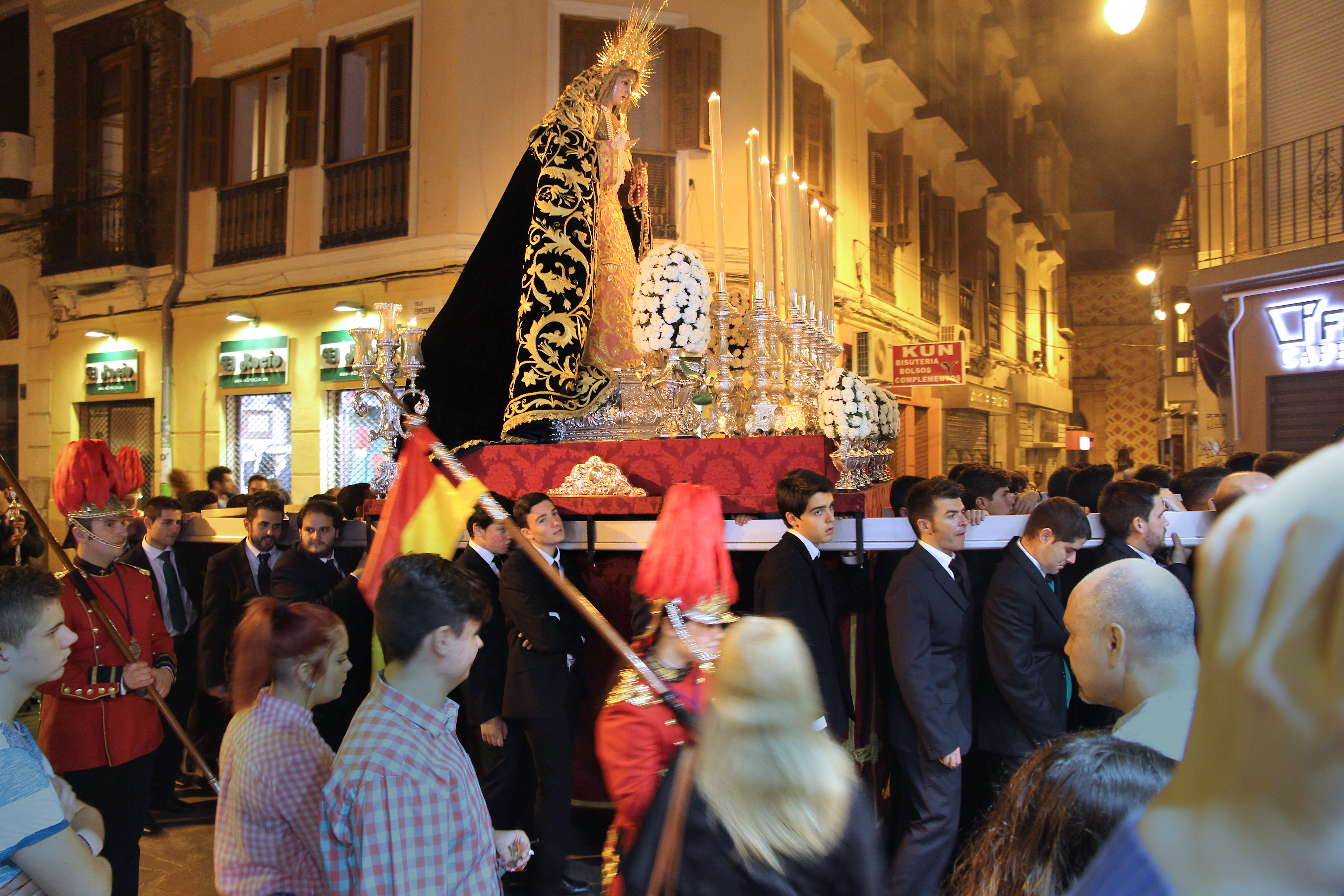
Noční růžencové procesí v Málaze, Španělsko

Mariánská úcta je v katolické tradici velmi významná a katolíci praktikují širokou škálu pobožností, od zasvěcení se Panně Marii, přes nošení škapulířů, první soboty v měsíci až po vícedenní modlitby, jako je růženec, Anděl Páně a novény.
Rozšíření mariánské úcty, jako je růženec prostřednictvím laických organizací, také ovlivnilo lidový zájem o mariologii. Mariánská úcta obvykle začíná na úrovni lidové zbožnosti, často v souvislosti s náboženskými zážitky a viděními prostých a skromných osob (v některých případech dětí), a vyprávění o jejich zážitcích časem vyvolává silné emoce u mnoha katolíků.
Teologové se někdy na podporu své mariologie odvolávají na konstantní sensus fidelium, např. Alfons Liguori oceňoval texty a tradice církevních otců jako vyjádření sensus fidelium minulosti a přikládal velkou váhu argumentu, že „větší část věřících se vždy utíkala na přímluvu Božské matky pro všechny milosti, po kterých toužila“. Když mluvil o svědectví církevních otců při přisuzování některých titulů Marii, papež Pius XII. ve Fulgens corona napsal:
Budou-li lidové chvály blahoslavené Panny Marie pečlivě zváženy, kdo se odváží pochybovat o tom, že ona, která byla čistší než andělé a vždy čistá, nebyla v žádném okamžiku, ani na nejkratší okamžik, prosta každé poskvrny hříchu?
Mariánská dogmata o Neposkvrněném početí a Nanebevzetí Panny Marie byla definována částečně na základě sensus fidei, „nadpřirozeného uznání víry celého lidu, když od biskupů až po poslední věřící projevují všeobecný souhlas ve věcech víry a mravů“. V případě dogmat o Neposkvrněném početí a Nanebevzetí Panny Marie se oba dotyční papežové poradili s katolickými biskupy na celém světě o víře společenství, než přistoupili k definování dogmatu.
S odkazem na tato dogmata papež Benedikt XVI. v roce 2010 označil Boží lid za „učitele, který jde první“, a prohlásil:
Víra v Neposkvrněné početí i v tělesné Nanebevzetí Panny Marie byla v Božím lidu již přítomna, zatímco teologie ještě nenašla klíč k jejímu výkladu v rámci celého učení víry. Boží lid tedy předchází teology, a to vše díky onomu nadpřirozenému sensus fidei, totiž schopnosti vnuknuté Duchem svatým, která nás opravňuje k tomu, abychom s pokorou srdce a mysli přijímali skutečnost víry. V tomto smyslu je Boží lid „učitelem, který jde první“, a teologie ho pak musí hlouběji prozkoumat a intelektuálně přijmout.
K mariánské úctě vybízeli i papežové a papež Pavel VI. v Marialis cultus uvedl: „Od chvíle, kdy jsme byli povoláni na Petrův stolec, jsme se neustále snažili posilovat úctu k Panně Marii.“ Papež Jan Pavel II. v Rosarium Virginis Mariae uvedl: „Mezi všemi pobožnostmi nejvíce posvěcuje a připodobňuje duši našemu Pánu právě úcta k Marii.“
Úcta k Panně Marii se však nerovná uctívání, které je vyhrazeno Bohu; katolíci považují Marii za podřízenou Kristu, ale jedinečnou v tom, že je vnímána jako nadřazená všem ostatním tvorům. Druhý nicejský koncil v roce 787 potvrdil třístupňovou hierarchii latria, hyperdulia a dulia, která se vztahuje na Boha, Pannu Marii a pak na ostatní svaté.

### Mariánská procesí
V Los Angeles v Kalifornii se mariánské procesí konalo každoročně zhruba prvních 100 let po založení města. Ve snaze oživit zvyk náboženských procesí zahájila v září 2011 Nadace Královny andělů, založená Markem Anchor Albertem, každoroční „Velké mariánské procesí“ v centru historického jádra Los Angeles. Toto každoroční procesí, které má připadnout na výročí založení města Los Angeles, začíná před farností La Iglesia de Nuestra Señora Reina de los Angeles, která je součástí historické čtvrti Los Angeles Plaza, známější jako „La Placita“. Cestou ulicemi města nakonec procesí končí u katedrály Panny Marie Andělské, kde se koná veřejný růženec a mše ke cti Panny Marie. V následujících letech se do průvodu zapojila a účastní se ho řada rytířských, bratrských a řeholních řádů, farností, laických skupin, politických osobností i dalších náboženských a občanských organizací.

## Rozdílné perspektivy
V průběhu staletí katolíci nahlíželi na Pannu Marii z různých úhlů pohledu, někdy odvozených od konkrétních mariánských atributů, od královského postavení po pokoru, jindy založených na kulturních preferencích událostí odehrávajících se v konkrétních historických obdobích. Souběžně s tradičními přístupy k mariologii se objevily i opačné názory založené na progresivních interpretacích, které prezentovali feministky, psychologové a liberální katolíci.

### Tradiční pohledy

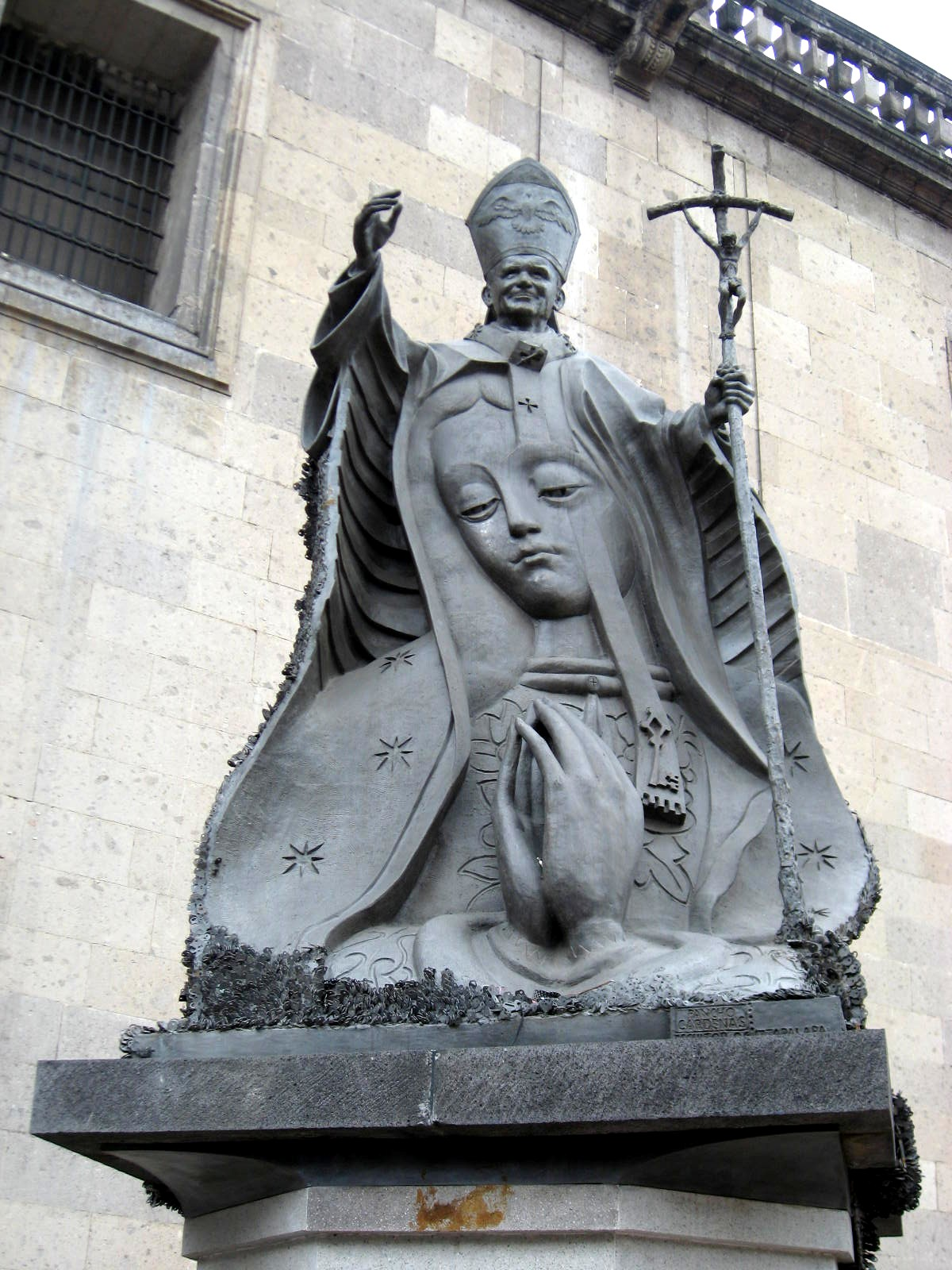
Socha Jana Pavla II. s Pannou Marií Guadalupskou od Pacha Cárdenase, která je celá vyrobena z klíčů darovaných Mexičany, aby symbolizovala, že mu dali klíče od svých srdcí.

Tradiční pohledy na Marii zdůrazňovaly mariánská dogmata a nauky, doprovázené pobožnostmi a uctíváním. Tyto názory se však v průběhu času měnily a proměňovaly.
Příkladem měnícího se pohledu na Pannu Marii na základě specifických duchovních názorů a jejich přijetí v rámci kultury vzdálené celému světu je proměna obrazu Marie z Nebeské královny na matku pokory a vytváření názorů, které vyhovují oběma pohledům. Zatímco zobrazení Panny Marie jako Královny nebes nebo Korunování Panny Marie od umělců, jako byli Paolo Veneziano nebo Giuliano da Rimini, byla na počátku 14. století běžná, neodpovídala ctnosti pokory, která byla klíčovým principem spirituality Františka z Assisi. Koncept Panny Marie pokorné byl ve 14. století rozvinut, aby vyhovoval františkánské zbožnosti, a to tak, že zobrazoval Madonu sedící na zemi, nikoli na trůnu. Nabízela pohled na Pannu Marii (často bosou) jako na matku kojící dítě, nikoliv jako na Královnu při korunovačním výjevu.
Když františkáni začali kázat v Číně, představa Panny Marie pokorné našla u Číňanů dobrý ohlas, částečně díky kulturnímu přijetí pokory jako ctnosti v Číně a částečně díky podobnosti s mateřskou a milosrdnou postavou Kuan-jin, která byla v jižní Číně velmi obdivována. V polovině 15. století se však v Evropě objevil dvojí pohled, který reprezentuje Madona pokory Domenica di Bartolo z roku 1433, jež vyjadřuje symbolickou dualitu její povahy: pozemskou bosou ženu i nebeskou královnu. Navzdory její nízké, sedící poloze naznačuje vyobrazení hvězd a drahokamů, stejně jako svatozář, královské postavení Panny Marie, neboť je obsluhována, zatímco drží Dítě Ježíše.
Dalším příkladem kulturní adaptace pohledu na Pannu Marii je vyprávění Juana Diega o tom, jak se mu v roce 1531 na kopci Tepeyac v Mexiku zjevila Panna Maria Guadalupská. Juan Diego nepopisoval Pannu Marii jako Evropanku ani jako blízkovýchodní bytost, ale jako opálenou aztéckou princeznu, která nemluvila španělsky, ale místním jazykem nahuatl. Obraz Panny Marie Guadalupské, který je v Mexiku velmi uctíván, má spíše podobu domorodé Středoameričanky než Evropanky a oděv Panny Marie Guadalupské byl identifikován jako oděv aztécké princezny. Panna Guadalupská byla zlomovým bodem v konverzi Latinské Ameriky ke katolicismu a v 21. století je hlavním pohledem na Marii mezi miliony katolíků v Mexiku. Papež Jan Pavel II. posílil lokalizaci tohoto pohledu tím, že během obřadu, při němž prohlásil Juana Diega za svatého, povolil místní aztécké tance, v rámci obřadu promluvil v jazyce nahuatl, nazval Juana Diega „mluvícím orlem“ a požádal ho, aby ukázal „cestu, která vede k Tmavé Panně z Tepeyacu“.
Pohled na Pannu Marii jako na „divotvůrkyni“ existuje již po staletí a mnozí katolíci jej zastávají i v 21. století. Legendy o zázracích Madony z Orsanmichele ve Florencii sahají až do renesance. Legendy o zázracích, které vykonal obraz Černé Madony z Čenstochové, sahají do 14. století a dodnes je Madona uctívána jako patronka Polska. Miliony katolických poutníků každoročně navštěvují baziliku Panny Marie v Lurdech, aby zde nalezly zázračné uzdravení. Ačkoli miliony katolíků doufají při svých poutích v zázraky, Vatikán se obecně zdráhá schvalovat novodobé zázraky, pokud nebyly podrobeny rozsáhlé analýze.

### Liberální perspektivy
Od konce 19. století se objevila řada progresivních a liberálních pohledů na mariologii, od feministické kritiky až po interpretace založené na moderní psychologii a liberálních katolických názorech. Tyto názory jsou obecně kritické vůči katolickému přístupu k mariologii i vůči východní pravoslavné církvi, která v rámci své oficiální liturgie klade ještě větší důraz na mariánskou tematiku.
Některé feministky tvrdí, že stejně jako v případě jiných světic, například Johanky z Arku, je obraz Marie konstruktem patriarchálního myšlení. Tvrdí, že mariánská dogmata a doktríny a typické formy mariánské úcty posilují patriarchát tím, že nabízejí ženám dočasnou útěchu před trvalým útlakem, který jim způsobují církve a společnosti ovládané muži. Podle feministek v tradičním mariánském učení a teologických doktrínách přetrvávají staré genderové stereotypy. Za tímto účelem byly vydány knihy o feministické mariologii, které představují opačné interpretace a perspektivy.
Psychologický rozbor mariánského učení se datuje od Sigmunda Freuda, který ve svém článku z roku 1911 Velká je Diana Efezská použil název Goethovy básně. Carl Jung naopak považoval Pannu Marii za duchovní a láskyplnější verzi bohyně Eros. V průběhu let bylo předloženo velké množství dalších psychologických výkladů, počínaje studiem podobnosti Panny Marie a buddhistické bohyně Tary nebo pokorné a milující postavy, kterou představuje východoasijská bohyně Kuan-jin.
Od dob protestantské reformace se mnoho křesťanů stavělo proti mariánské úctě a tento trend pokračoval i v 21. století mezi pokrokovými a liberálními křesťany, kteří považují velkou pozornost věnovanou Panně Marii za nedostatečně podloženou Písmem a za odvádějící pozornost od uctívání Krista.
Skupiny liberálních katolíků považují tradiční obraz Panny Marie v podání katolické církve za překážku na cestě k uskutečnění cíle ženství a za symbol systémového patriarchálního útlaku žen v církvi. Někteří liberální katolíci navíc považují pěstování tradičního obrazu Panny Marie za metodu manipulace s katolíky obecně ze strany církevní hierarchie. Jiní liberální křesťané tvrdí, že moderní pojetí rovných příležitostí pro muže a ženy příliš nerezonuje s pokorným obrazem Marie, poslušně a poddaně klečící před Kristem.

## Rozdíly mezi východní a latinskou církví
Východní katolíci, kteří jsou součástí katolické církve stejně jako latinští katolíci, se někdy v mariánské teologii liší od latinských katolíků.

### Nanebevzetí Panny Marie
Tradičním východním vyjádřením této nauky je Zesnutí Bohorodičky, které zdůrazňuje její zesnutí, aby byla později vzata do nebe. Rozdíly v těchto obřadech jsou pro některé východní katolíky povrchní. Latinští katolíci však s tímto východním chápáním obecně nesouhlasí. Pozoruhodné je, že v koptské tradici, kterou následují koptští katolíci a koptští pravoslavní, se Zesnutí Panny Marie a Nanebevzetí Panny Marie slaví v různých ročních obdobích.

### Neposkvrněné početí
Učení o Neposkvrněném početí je učení východního původu, ale vyjádřené terminologií západní církve. Západní pojetí Panny Marie, která je prosta prvotního hříchu, jak je definoval Augustin z Hippo, není na Východě přijímáno. Východní katolíci však od pradávna uznávali, že Maria byla Bohem uchráněna od nákazy prvotního hříchu. Východní katolíci sice nedodržují svátek latinského ritu, ale nemají problém jej potvrdit, nebo dokonce zasvětit své kostely Panně Marii pod tímto názvem.

## Centra mariologických studií
Formální studium mariologie v kruzích spojených se Svatým stolcem učinilo významný krok vpřed mezi Svatým rokem 1950 a 1958 na základě aktivit papeže Pia XII., který povolil instituce pro intenzivnější akademický výzkum úcty k Panně Marii.
- Papežská mariánská mezinárodní akademie (PAMI) – PAMI je mezinárodní papežská organizace, která spojuje všechny mariology, katolíky, pravoslavné, protestanty a muslimy. Jan XXIII. apoštolským listem Maiora in Dies definoval účel PAMI: podporovat a oživovat mariologická studia prostřednictvím mezinárodních mariologických kongresů a dalších akademických setkání a pečovat o publikování jejich studií. PAMI má za úkol koordinovat ostatní mariologické akademie a společnosti, které existují po celém světě, a bdít nad jakýmkoli mariologickým excesem či minimalismem. Z tohoto důvodu papež určil, aby v rámci akademie existovala rada, která zajišťuje organizaci kongresů a koordinaci mariologických společností, propagátorů a učitelů mariologie.
- Academia Mariana Salesiana – papež umožnil založení Academia Mariana Salesiana, která je součástí papežské univerzity. Akademie podporuje salesiánská studia, aby se dále rozvíjela úcta k Panně Marii v tradici Jana Boska.[174]
- Centro Mariano Montfortano – V roce 1950 bylo Centro Mariano Montfortano přestěhováno z Bergama do Říma. Centro hlásá učení Ludvíka de Montfort, který byl předtím kanonizován Piem XII. Vydává měsíčník Madre e Regina, který hlásá Montfortovu mariánskou orientaci.[175]
- Marianum Archivováno 11. 5. 2023 na Wayback Machine. vzniklo v roce 1950 a bylo svěřeno řádu servitů. Je oprávněn udělovat všechny akademické tituly včetně doktorátu z teologie. Od roku 1976 pořádá Marianum každé dva roky mezinárodní konference s cílem najít moderní formulace, které přibližují Mariino tajemství.[175]
- Collegamento Mariano Nazionale (1958) – poslední mariánská iniciativa papeže Pia XII. Koordinuje činnost mariánských center v Itálii a organizuje mariánské poutě a mariánské studijní týdny pro kněze. Kromě toho zahájilo mariánská setkání mládeže a vydává časopis Madonna.[174]

Z těchto organizací je nejaktivnějším marilogickým centrem v Římě Papežská teologická fakulta Marianum, kterou založil kněz Gabriel Roschini (několik let ji vedl) pod vedením papeže Pia XII. v roce 1950. Na Marianum lze získat magisterský titul v oboru mariologie (dvouletý akademický program) a lze také získat doktorát z mariologie. Toto mariologické pracoviště disponuje knihovnou s více než 85 000 svazky mariologické literatury a řadou časopisů a periodik teologického a mariologického zaměření. Marianum je také název prestižního časopisu pro mariánskou teologii, který v roce 1939 založil kněz Roschini.
V roce 1975 byl na Daytonské univerzitě v Ohiu založen Mezinárodní mariánský výzkumný institut, který ve spojení s Marianem nabízí doktorát z posvátné teologie (S.T.D.) a licenciát z posvátné teologie (S.T.L.).